# 令和4年の大雪

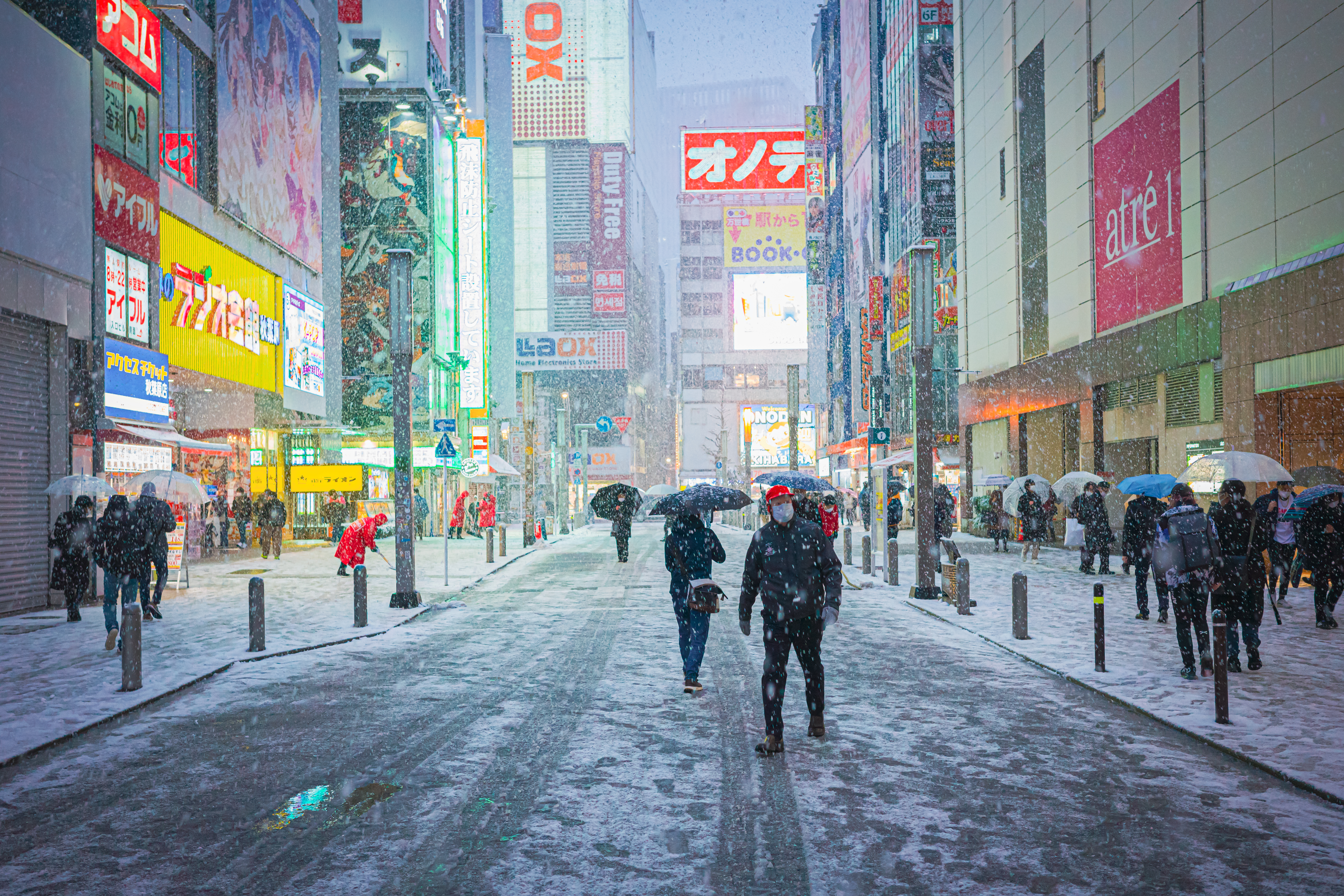
東京都千代田区での積雪（2022年1月6日）

令和4年の大雪（れいわ4ねんのおおゆき）では、2021年（令和3年）12月下旬から2022年（令和4年）3月上旬にかけて南西諸島を除く日本列島で発生した記録的な雪害について述べる。

## 気象状況

### 2021年12月
25日 - 28日
日本海寒帯気団収束帯（線状降雪帯、JPCZ）の影響で西日本を中心に大雪となり、彦根市では彦根地方気象台で27日5時までの24時間降雪量が観測史上最多の68cmを観測した。最大積雪深では12月27日に73cmを観測し、12月としては観測史上最大、通年で歴代8位であった。この大雪で名神高速道路や北陸自動車道が通行止めとなり、迂回する車で集中した国道8号では大規模な立ち往生が発生、福井県敦賀市から滋賀県竜王町にかけて通行止めとなったり、運休していた近江鉄道本線彦根口駅南側の踏切で試運転中の電車が脱線する事故が起こるなどの影響が出た。また、26日から28日にかけて北日本を中心に大雪となった。青森市の市街地では12月としては37年ぶりに1 mを越える積雪深を観測し、市全域で交通障害が発生したほか、むつ市や野辺地町では積雪深が12月の観測史上最大となった。
31日
強い冬型の気圧配置により北日本から西日本の日本海側を中心に大雪となった。新潟県や長野県などには大雪警報が発令された。気象庁によると、31日11時までの24時間降雪量は長野県野沢温泉村で89 cm、新潟県妙高市関山で85 cm、新潟県津南町で81 cm。

### 2022年1月
6日
寒気や低気圧の影響で関東や東海で大雪となった。気象庁は、 東京都と千葉県全域、茨城県南部に大雪警報を発令した。東京や千葉県に大雪警報が発令されるのは2018年（平成30年の大雪）以来4年ぶりとなった。大雪により、東京都港区にあるレインボーブリッジでは軽トラックが横転する事故が起きて通行止めとなるなど、道路での事故が多発した。 東京都心で10 cmの積雪となったが、10 cm以上となるのは2018年1月以来であった。また茨城県つくば市で8 cm、横浜市と千葉市で7 cm積雪があった。
またその影響で東京都港区の東京タワーは雪の重みによる倒壊防止のため午後4時から電灯を点灯した。
この大雪では羽田空港を発着する航空便に欠航が相次ぎ、日本航空では68便が欠航し、およそ6,200人に影響が出た。全日空も50便が欠航した。
11日 - 14日
北日本を中心に大雪や暴風雪となった。北海道稚内市では最大瞬間風速33 mを記録し、市外と結ばれる全ての国道や道道が通行止めとなり孤立状態となった。隣接する豊富町では同様の孤立状態が発生したほか、160戸が停電から復旧しないまま夜を越した。JR北海道では11日からの6日間に全列車の3分の1にあたる2600本が運休となり、荒天関連の運休本数としては過去10年で最多となったほか、大学入学共通テスト前日の14日には21時以降に札幌駅を発着するすべての列車が除雪のため運休する異例の事態となった。また、14日夜には山形新幹線の上り列車3本が板谷峠付近の駅や駅間で走行困難となる事態が発生した。

### 2022年2月
4日 - 10日
札幌市ではで観測を取り始めた1990年以降史上最多の5日の午後2時から翌午後2時の24時間で60cmの降雪を記録した。札幌市だけでなく石狩地方全域に大雪警報が発令された。札幌管区気象台は北西の風が相次いで吹き、石狩湾の上空で発達した雪雲が札幌市周辺に大量に流れ込んだためだと指摘している。
この大雪の影響でJR北海道では6日から駅に停車してあった電車や特急車両が立ち往生して動けなくなり、線路上の除雪が追い付かないため2月6日の午後から札幌駅発着の普通列車や特急が全て運休となり、翌7日も札幌駅発着の普通列車・特急列車は終日運休となった。9日には札幌-新千歳空港間、札幌-小樽間、10日には札幌-岩見沢間、札幌-北海道医療大学間、11日には札幌と道内各都市を結ぶ特急が減便ではあるが復旧した。その後、14日に8日ぶりに全面復旧した。
また、JRだけでなく中央バスなどの路線バスや札幌発着の都市間高速バスは多くが2月7日からほぼ全便が運休となっていた。そのため2月6～7日は新千歳空港に向かう公共交通の手段がシャトルバスしかなく、しかも札幌駅前発のバスは全て運休となり、地下鉄東豊線の福住駅バスターミナル発の新千歳空港行きのバスしかなくなったためバスターミナルは終日混雑していた。
また、滋賀県湖北地域や岐阜県西濃地域でも日本海寒帯気団収束帯（JPCZ、線状降雪帯）の影響を受け大雪となった。米原市では6日5時及び6時までの24時間降雪量が62cmで観測史上1位となり、同日夜には最大積雪深も観測史上1位となる91cmを記録した。6日には岐阜県関ケ原町でも観測史上1位となる最大積雪深91cmを記録した。
2月9日には「南岸低気圧」により関東・東海地方を中心に大雪の予報が出され、翌10日には山梨県富士吉田市、神奈川県箱根町や埼玉県秩父市を中心に10～20cmの降雪を記録。東京西部にも大雪警報が出された。
16日 - 24日
15日には日本海を低気圧が進んだ影響で、北陸地方で春一番を観測したが、低気圧が通過後は冬型の気圧配置が強まり、16日から18日にかけ北陸地方を中心に大雪となった。16日の午後8時から17日の午前2時までの6時間に新潟県長岡市で32cm、福井県大野市で27cmの降雪を記録した。
19日から20日にかけては太平洋を南岸低気圧が進み、その後低気圧が急発達して「爆弾低気圧」となって北海道に接近し、21日から24日にかけて北海道地方の広い範囲で大雪や暴風雪をもたらした。この影響で道東の羅臼町では24時間で76cmの降雪を記録し、冬季に町外へ通じる唯一の道路である国道335号が通行止めとなり陸の孤島と化したのを始め、根室地方やオホーツク地方で多くの道路が通行止めとなり、物流にも支障が生じた。道南の北斗市では函館江差自動車道ではホワイトアウトとなった影響で乗用車80台以上が絡む多重衝突事故が発生し、1人が死亡した。今回は北海道内では比較的雪が少ないとされる苫小牧市や千歳市などの胆振地方や石狩地方南部でも大雪となり、千歳市の新千歳空港では23日に歴代1位となる123cmの積雪を記録した。
この影響で北海道の交通は全道で麻痺した。航空便では22日の新千歳空港発着便の全便が終日欠航となったのを始め、20〜23日にかけて北海道各地の空港を発着する航空便に欠航が相次いだ。鉄道でも、JR北海道が21日の札幌駅を発着する全ての列車を終日運休とした他、特急「北斗」は前述の胆振地方大雪の影響で26日の正午まで運休するなど、20〜26日にかけてJR北海道管内の各地で運休が発生した。
北陸地方でも再び大雪となり、新潟県津南町では23日に最大積雪412cmを記録し、2006年の大雪以来、16年ぶりの積雪4m越えとなった。石川県金沢市では22日に6時間で20cmの降雪を記録し、気象庁は石川県加賀地方に「顕著な大雪に関する気象情報」を発表した。

### 2022年3月
6日 - 7日
5日からは日本海を爆弾低気圧が進み、その後急発達して日本海北部とオホーツク海に接近し、6日から7日にかけて北海道から北陸地方までの日本海側の広い範囲で大雪や暴風雪をもたらした。

## 要因
2021年12月中旬以降、寒帯ジェット気流が日本付近で大きく蛇行したため、日本付近に繰り返し寒気が流れ込み、低温や大雪となった。この原因として、同年秋から発生したラニーニャ現象や前年同様、北極付近に存在する非常に強い寒気を伴った複数の極渦の南下などが大きく影響したと考えられている。また、平年より日本海側（対馬海流）の海水温が2℃以上も上昇したため、爆弾低気圧、および極低気圧が能登沖・佐渡沖・秋田沖・津軽海峡周辺に度々発生し、主に北陸・東北・北海道の各日本海側を中心に断続的な降雪が連日に渡り続く現象も見られた。
今回の大雪では北海道石狩地方や青森県津軽地方、山形県、新潟県上越地方・中越地方、近畿地方北部などで平年を上回る積雪を記録した一方で、北海道の道北や新潟県下越地方、2018年の大雪で記録的豪雪となった福井県や鳥取県などは平年並みか平年を下回る積雪となり、局地的に大雪に見舞われた地域とそうでなかった地域とで差が出る結果となった。
気象庁は3月1日、令和3年12月から令和4年2月の冬の天候について、平均気温は東日本と西日本で平年を0.5度以上下回り、2018年以来4年ぶりの寒冬だったと発表した。

## 被害
総務省消防庁によれば、全国の被害状況（2021年11月1日 - 2022年3月31日）は以下の通りである。

### 人的被害
- 死者 97人
- 負傷者 1,594人
  - 重傷 580人
  - 軽傷 1,014人

### 住家被害
- 全壊 7棟
- 半壊 12棟
- 一部破損 598棟
- 床上浸水 1棟
- 床下浸水 6棟

## 主な記録

### 最深積雪
記録的大雪となったアメダス地点
| 地名                             | 積雪量（cm） | 日付、観測点での記録                    |
| -------------------------------- | ------------ | --------------------------------------- |
| 津南（新潟県）                   | 419          | （2月24日、1989年観測開始 歴代1位）     |
| 桧枝岐（福島県）                 | 303          | （2月23日、1982年観測開始 歴代3位）     |
| 藤原（群馬県みなかみ町）         | 292          | （2月23日、1989年観測開始 歴代4位）     |
| 黒松内（北海道）                 | 214          | （2月23日、1981年観測開始 歴代1位）     |
| 兎和野高原（兵庫県香美町村岡区） | 208          | （2月24日、2005年観測開始 歴代1位）     |
| 千軒（北海道福島町）             | 200          | （2月23日、1982年観測開始 歴代4位）     |
| 横手（秋田県）                   | 199          | （2月7日、1979年観測開始 歴代2位）      |
| 厚田（北海道石狩市）             | 198          | （2月8日、1981年観測開始 歴代1位）      |
| 信濃町（長野県）                 | 172          | （2月23日、1981年観測開始 歴代2位）     |
| 石狩（北海道）                   | 165          | （2月6日、1987年観測開始 歴代2位）      |
| 駒ノ湯（宮城県栗原市）           | 164          | （2月22日、1997年観測開始 歴代2位）     |
| 大岸（北海道豊浦町）             | 162          | （2月22日、1983年観測開始 歴代1位）     |
| 恵庭島松（北海道）               | 154          | （2月23日、1981年観測開始 歴代1位）     |
| 羅臼（北海道）                   | 152          | （2月21日、2005年観測開始 歴代3位）     |
| 狩川（山形県庄内町）             | 149          | （2月5日、1979年観測開始 歴代3位）      |
| 鶉（北海道厚沢部町）             | 145          | （2月17日、1982年観測開始 歴代2位）     |
| 今金（北海道）                   | 140          | （2月23日、1982年観測開始 歴代2位）     |
| 芦別（北海道）                   | 130          | （1月14日、1981年観測開始 歴代1位）     |
| 安平（北海道）                   | 127          | （2月23日、1983年観測開始 歴代1位）     |
| 大正寺（秋田県秋田市）           | 124          | （2月6日、1979年観測開始 歴代3位）      |
| 新千歳空港（北海道）             | 123          | （2月23日、2006年観測開始 歴代1位）     |
| 登別（北海道）                   | 120          | （2月22日、1988年観測開始 歴代4位）     |
| 天塩（北海道）                   | 118          | （1月29日、1982年観測開始 歴代2位）     |
| 野辺地（青森県）                 | 115          | （2月17日、2008年観測開始 歴代1位）     |
| 長万部（北海道）                 | 111          | （2月23日、1982年観測開始 歴代4位）     |
| 別海（北海道）                   | 94           | （2月21日、1988年観測開始 歴代3位）     |
| 紋別空港（北海道）               | 92           | （1月18日、2008年観測開始 歴代2位）     |
| 熊石（北海道八雲町）             | 91           | （2月8日、1982年観測開始 歴代2位）      |
| 関ケ原（岐阜県）                 | 91           | （2月6日、1997年観測開始 歴代1位）      |
| 米原（滋賀県）                   | 91           | （2月6日、2001年観測開始 歴代1位）      |
| 稚内空港（北海道）               | 89           | （12月24日、2006年観測開始 歴代2位）    |
| 厚床（北海道根室市）             | 87           | （2月22日、1986年観測開始 歴代2位）     |
| 茂庭（福島県福島市）             | 86           | （2月23日、1992年観測開始 歴代2位）     |
| 和田山（兵庫県朝来市）           | 74           | （12月27日、1981年観測開始 歴代2位）    |
| 旭（北海道平取町）               | 73           | （1月17日、2004年観測開始 歴代3位タイ） |
| 那須高原（栃木県）               | 66           | （2月22日、1989年観測開始 歴代2位）     |
| 倉吉（鳥取県）                   | 64           | （12月27日、1981年観測開始 歴代3位）    |
| 静内（北海道新ひだか町）         | 40           | （2月22日、1988年観測開始 歴代2位）     |